# Pleurobema stabile
Pleurobema stabile är en musselart som beskrevs av Lea. Pleurobema stabile ingår i släktet Pleurobema och familjen målarmusslor. Inga underarter finns listade i Catalogue of Life.